# 青堆镇
青堆镇，是中华人民共和国辽宁省大連市庄河市下辖的一个乡镇级行政单位。

## 行政区划
青堆镇下辖以下地区：
东街道社区、西街道社区、牌坊村、前炉村、盛家村、范家村、三和村、孔家村、幸福村、宝宁村、双利村、河川村、元宝房村、大朱村、新华村、胡沟村和青堆沙岭农场生活区。